# Slowdive (альбом)
Slowdive — четвёртый студийный альбом британской группы Slowdive. Он был выпущен 5 мая 2017 года лейблом Dead Oceans. Это был первый студийный альбом Slowdive за 22 года после Pygmalion (1995). Это был также первый альбом группы с момента выхода Souvlaki (1993), в котором участвовал барабанщик Саймон Скотт.

## История
Slowdive стал первым студийным альбомом группы Slowdive за 22 года после Pygmalion (1995).
Slowdive предшествовали синглы «Star Roving», выпущенный 12 января 2017 года и «Sugar for the Pill», выпущенный 28 марта 2017 года.
Обложка альбома — кадр из авангардного анимационного фильма «Heaven and Earth Magic» (1962) битника и эрудита Гарри Смита.

## Отзывы
| Совокупная оценка | Совокупная оценка |
| Источник          | Оценка            |
| ----------------- | ----------------- |
| AnyDecentMusic?   | 8.1/10            |
| Metacritic        | 82/100            |
| Оценки критиков   |                   |
| Источник          | Оценка            |
| AllMusic          | [ 6 ]             |
| The A.V. Club     | B                 |
| Consequence       | A−                |
| Financial Times   | [ 9 ]             |
| The Guardian      | [ 10 ]            |
| Mojo              | [ 11 ]            |
| The Observer      | [ 12 ]            |
| Pitchfork         | 8.6/10            |
| The Times         | [ 14 ]            |
| Uncut             | 8/10              |

Альбом получил в целом положительные отзывы от современных музыкальных критиков. На интернет-агрегаторе Metacritic, который присваивает нормализованный рейтинг из 100 баллов по рецензиям основных изданий, альбом получил средний балл 82, основанный на 30 профессиональных рецензиях.
TJ Kliebhan из Consequence отметил, что Slowdive «представили свежий дрим-поп-саунд, который по-прежнему остаётся уникальным для Slowdive», и пришёл к выводу, что «Slowdive дают своим поклонникам почти все, чего они желают от возвращения: знакомое звучание, инновации и обширные атмосферы, в которых можно потеряться». Дункан Харман из The Skinny сказал, что альбом «отражает осознание наследия и важность не портить его; в этом смысле он является важным дополнением к канону». Рецензент Drowned in Sound Дом Гурлей назвал Slowdive «величественным возвращением, которое не просто заполняет пробелы, но и неуклонно указывает на будущие горизонты». Шон Т. Коллинз из Pitchfork сказал, что альбом «также предлагает шугейз на максимальной громкости, лучший, чем когда-либо у группы», а Кэм Линдсей из Exclaim! написал, что «конечно, ждать пришлось долго, но наконец Slowdive подарили нам альбом, о котором мы мечтали последние 22 года».

### Итоговые списки критиков
| Публикация              | Список                                   | Ранг | Ссылка |
| ----------------------- | ---------------------------------------- | ---- | ------ |
| Crack Magazine          | The 100 Best Albums of 2017              | 13   | [ 19 ] |
| Exclaim                 | Top 20 Pop & Rock Albums of 2017         | 3    | [ 20 ] |
| Pitchfork               | The 50 Best Albums of 2017               | 30   | [ 21 ] |
| Pitchfork               | The 20 Best Rock Albums of 2017          | 8    | [ 22 ] |
| Stereogum               | The 50 Best Albums of 2017               | 15   | [ 23 ] |
| A2IM Libera Awards 2018 | Album of the Year 2018                   | 1    | [ 24 ] |
| Opinion Police          | The Best Song of the 2010s (Star Roving) | 1    | [ 25 ] |

## Список композиций
| №                   | Название                | Автор(ы)                                                               | Длительность |
| ------------------- | ----------------------- | ---------------------------------------------------------------------- | ------------ |
| 1.                  | «Slomo»                 | Neil Halstead Christian Savill Nick Chaplin Rachel Goswell Simon Scott | 6:53         |
| 2.                  | «Star Roving»           | Halstead                                                               | 5:39         |
| 3.                  | «Don't Know Why»        | Halstead                                                               | 4:37         |
| 4.                  | «Sugar for the Pill»    | Halstead Chaplin [ 26 ]                                                | 4:31         |
| 5.                  | «Everyone Knows»        | Halstead                                                               | 4:22         |
| 6.                  | «No Longer Making Time» | Halstead                                                               | 5:48         |
| 7.                  | «Go Get It»             | Halstead Savill Chaplin Goswell Scott                                  | 6:10         |
| 8.                  | «Falling Ashes»         | Halstead Scott                                                         | 8:01         |
| Общая длительность: | Общая длительность:     | Общая длительность:                                                    | 46:01        |

| №                   | Название            | Автор(ы)                | Длительность |
| ------------------- | ------------------- | ----------------------- | ------------ |
| 9.                  | «30th June»         | Halstead Savill Goswell | 7:27         |
| Общая длительность: | Общая длительность: | Общая длительность:     | 53:25        |

## Чарты
| Чарт (2017)                                  | Высшая позиция |
| -------------------------------------------- | -------------- |
| Австралия (ARIA)                             | 64             |
| Бельгия/Фландрия (Ultratop)                  | 29             |
| Бельгия/Валлония (Ultratop)                  | 53             |
| Канада (Canadian Albums Chart)               | 72             |
| Нидерланды (Album Top 100)                   | 38             |
| Финляндия (Suomen virallinen lista)          | 49             |
| Франция (SNEP)                               | 122            |
| Германия (Offizielle Top 100)                | 33             |
| Ирландия (IRMA)                              | 45             |
| Япония (Oricon)                              | 103            |
| Новая Зеландия (Heatseekers Albums, RMNZ)    | 7              |
| Португалия (AFP)                             | 26             |
| Шотландия (Scottish Albums Chart)            | 12             |
| Швеция (Sverigetopplistan)                   | 36             |
| Швейцария (Schweizer Hitparade)              | 79             |
| Великобритания (UK Albums Chart)             | 16             |
| Великобритания (UK Independent Albums Chart) | 4              |
| США (Billboard 200)                          | 50             |
| США (Billboard Independent Albums)           | 3              |
| США (Billboard Top Alternative Albums)       | 5              |
| США (Billboard Top Rock Albums)              | 11             |